# 喜多伸夫
喜多 伸夫（きた のぶお、1959年8月3日 - ）は、サイオス株式会社代表取締役社長、一般社団法人 WebDINO Japan（旧Mozilla Japan）理事。大阪府立鳳高等学校、京都工芸繊維大学卒業。
1993年から1999年までの米国生活中、Linuxと出会い、シリコンバレーのLinuxベンチャー企業の立ち上げを支援。 また、米国のオープンソースソフトウェア開発者たちとも積極的に交流。1999年に帰国後、Linuxシステムメーカーのナンバーワンを目指してノーザンライツコンピュータ株式会社の社長に就任。2002年1月、株式会社テンアートニと同社の合併に伴い、株式会社テンアートニ（現サイオス株式会社）の社長に就任。 

## 略歴
- 1982年 稲畑産業入社
- 1999年 ノーザンライツコンピュータ株式会社 代表取締役社長
- 2002年 株式会社テンアートニ（現サイオス株式会社）とノーザンライツコンピュータ株式会社との合併に伴い、株式会社テンアートニ（現サイオス株式会社）代表取締役社長に就任